# Philemon Kimeli Limo

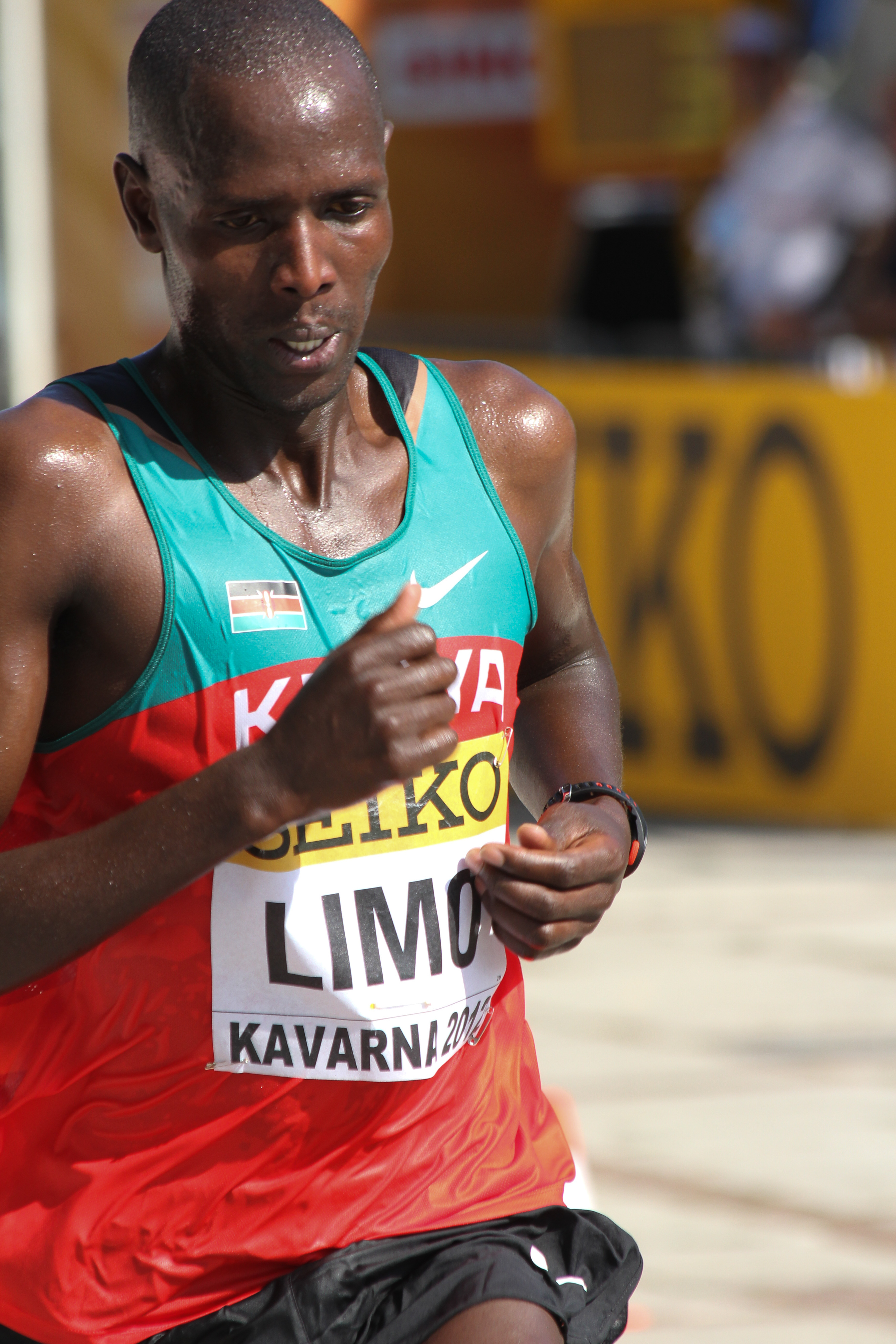
Philemon Kimeli Limo, 2012

Philemon Kimeli Limo (* 2. August 1985) ist ein kenianischer Langstreckenläufer.

## Leben
2010 wurde Limo Dritter bei der Stramilano und gewann trotz starken Windes und unwetterartiger Regenfälle das Rennen Marseille – Cassis.
Bei den Crosslauf-Weltmeisterschaften 2011 in Punta Umbría belegte er den siebten Platz. Kurze Zeit später stellte er beim Prag-Halbmarathon mit 59:30 min einen Streckenrekord auf. Anfang Juni gewann er das World 10K Bangalore in 28:02 Minuten. Im Herbst folgten Siege beim Grand Prix von Prag sowie beim Ústí-Halbmarathon und ein fünfter Platz beim Delhi-Halbmarathon.
2012 gewann er das Rennen Roma – Ostia und wurde Dritter beim Prag-Halbmarathon.

## Persönliche Bestleistungen
- 5000 m: 13:18,97 min, 12. Juni 2010, Turin
- 10.000 m: 27:36,94 min, 26. Juni 2010, Nairobi
- 10-km-Straßenlauf: 27:34 min, 10. September 2011, Prag
- Halbmarathon: 59:30 min, 2. April 2011, Prag